# Кубок Норвегии по футболу 1912
Кубок Норвегии по футболу 1912 (норв. Norgesmesterskapet i fotball for menn 1912) — 11-й розыгрыш Кубка Норвегии по футболу. Турнир проводился с сентября по октябрь 1912 года. Участие в турнире принимали чемпионы местных ассоциаций 1912 года и действующий чемпион «Люн». «Меркантиле» выиграла кубок второй раз в истории, до этого им удавалась это в 1907 году.

## Первый раунд
| Команда 1        | Результат | Команда 2   |
| ---------------- | --------- | ----------- |
| 29 сентября 1912 |           |             |
| СОНУНТ           | 0:6       | Меркантиле  |
| Старт            | 2:9       | Фрам Ларвик |
| Сарпсборг        | 1:0       | Хамар       |
| Ставангер        | 4:1       | Драфн       |

## Полуфинал
| Команда 1        | Результат | Команда 2   |
| ---------------- | --------- | ----------- |
| 30 сентября 1912 |           |             |
| Меркантиле       | 2:0       | Сарпсборг   |
| 6 октября 1912   |           |             |
| Ставангер        | 2:4       | Фрам Ларвик |

## Финал
Согласно
| Меркантиле                                                  | 6:0     | Фрам Ларвик |
| ----------------------------------------------------------- | ------- | ----------- |
| Энгебретсен 5′ · Йохансен 6′ · Брекке · Хольмсен · Эндреруд | (отчёт) |             |

| Меркантиле: |  |                      |
|             |  |                      |
| Вр          |  | Сверре Ли            |
| Защ         |  | Матиаса Видероэ-Ааса |
| Защ         |  | Эйнар Фрийс Баастад  |
| ПЗ          |  | Холм Фредрик Холмсен |
| ПЗ          |  | Харалд Йохансен      |
| ПЗ          |  | Карл Фрёлих Ханссен  |
| НП          |  | Рольф Аас            |
| НП          |  | Сигурд Брекке        |
| НП          |  | Ханс Эндреруд        |
| НП          |  | Кааре Энгебретсен    |
| НП          |  | Эйштейн Хольмсен     |

| Фрам Ларвик: |  |                   |
|              |  |                   |
| Вр           |  | Эйнар Йенсен      |
| Защ          |  | Фриц Кристоферсен |
| Защ          |  | Альф М. Андерсен  |
| ПЗ           |  | Альфред Хансен    |
| ПЗ           |  | Педер Хенриксен   |
| ПЗ           |  | Генри Йонассен    |
| НП           |  | Карл Кристоферсен |
| НП           |  | Олаф Рууд         |
| НП           |  | Йоханн Халлберг   |
| НП           |  | Тормод Кьельдсен  |
| НП           |  | Ингебретсен       |